# بيتا كاروتين
البيتا كاروتين هو مركب عضوي، ذو خضاب أحمر برتقالي، وفير في الفطريات، والنباتات والفاكهة. وهو عضو من مركبات الكاروتينات، والتي هي عبارة عن تيربينويدات (ايزوبرينانيات)، يتم  تصنيعها بطريقة كيميائية حيوية من 8 وحدات إيزوبرين ما يعني أنها تحوي على 40 وحدة كربون. من بين الكاروتينات، يتميّز البيتا كاروتين بوجود كاروتين في طرفي جزيئه.
في بعض أنواع الفطريات العفنية، يعتبر البيتا كاروتين مقدمة لتركيب حمض تريسبوريك.
البيتا كاروتين هو الشكل الأكثر شيوعاً من مركبات الكاروتين في النباتات. عند استخدامه كملون غذائي، يكون رقم إي فيه E160a.:119 استنتج بنيته كارير وآخرون عام 1930. في الطبيعة، يكون البيتا كاروتين مقدّم (بشكل غير نشط) لفيتامين ألف من خلال نشاط بيتا كاروتين 15 - الأُكْسِجينيزُ الأُحادِي-15'.
عادةً ما يتم فصل البيتا كاروتين من الفواكه الوفيرة بمركبات الكاروتينات باستخدام تقنية الاستشراب. كما يمكن استخلاصه من الطحالب الغنية بالبيتا «كاروتين مثل طحالب»دوناليلا سالينا. يعتمد فصل بيتا كاروتين من خليط من الكاروتينات الأخرى على قطبية المركّب. يعتبر البيتا كاروتين مركب غير قطبي، لذا يتم فصله باستخدام مذيب غير قطبي مثل الهكسانات. كونه مترافق عالٍ، فهو ذو ألوان غامقة، وكونه هيدروكربون يفتقر للمجموعات الوظيفية، فهو مركب محب للدهون للغاية.

## نشاط بروفيتامين أ
عندما تستخدم فيتامين بيتا كاروتين يتحول الى صورته النشطه والتي هي فيتامين أ